# Scincella monticola
Espèce
Synonymes
- Leiolopisma monticola Schmidt, 1925
- Leiolopisma monticola pingliensis Song, 1987

Statut de conservation UICN

 LC  : Préoccupation mineure
Scincella monticola est une espèce de sauriens de la famille des Scincidae.

## Répartition

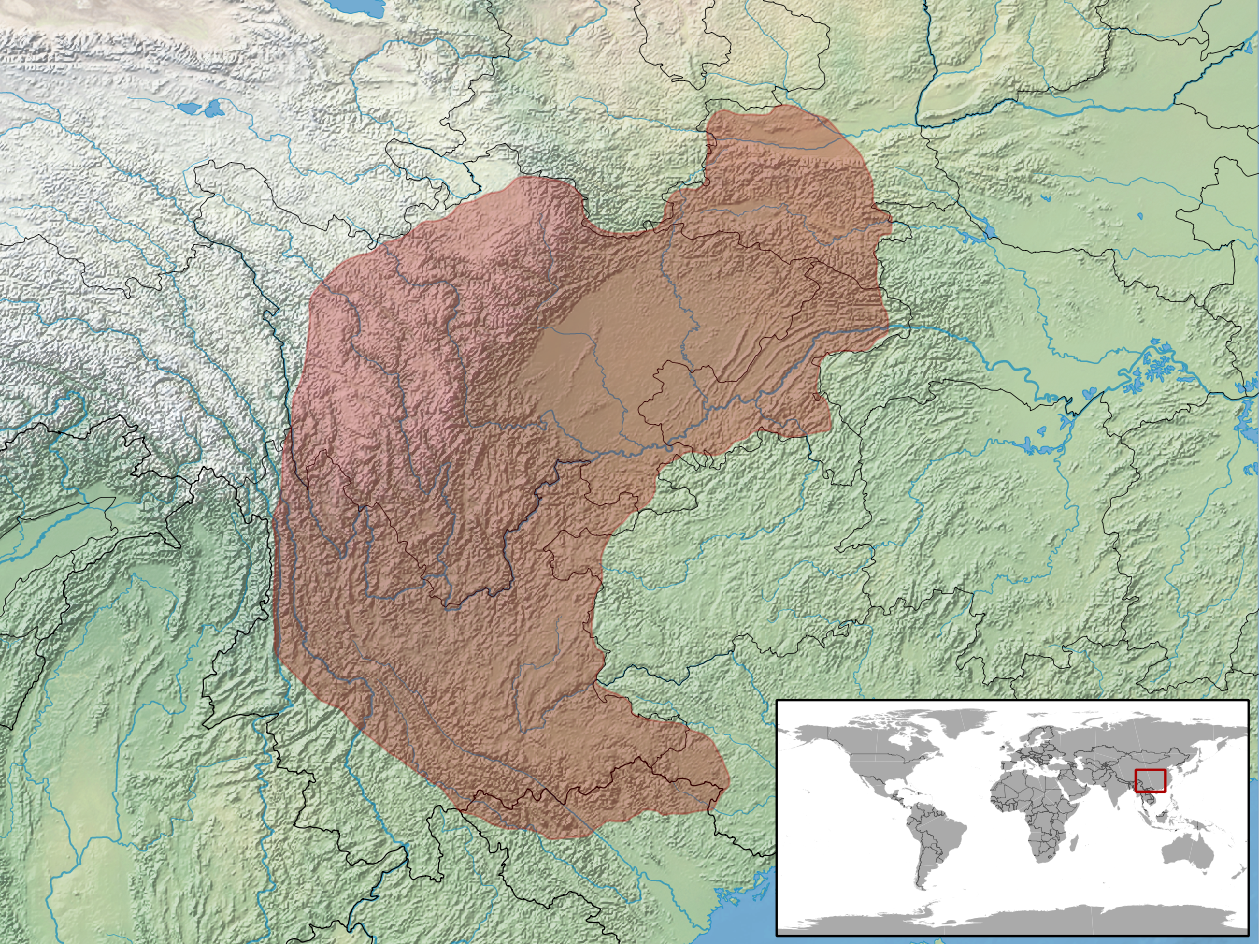
Répartition de l'espèce.

Cette espèce se rencontre :
- en République populaire de Chine dans le Shaanxi, dans l'ouest du Sichuan et dans le nord-ouest du Yunnan ;
- au Viêt Nam dans les provinces de Cao Bằng et de Lạng Sơn.

## Étymologie
Le nom spécifique monticola vient du latin monticola, « habitant des montagnes », en référence à la distribution de ce saurien.

## Publication originale
- Schmidt, 1925 : New reptiles and a new salamander from China. American Museum Novitates, no 157, p. 1-5 (texte intégral).